# Oh... Rosalinda!!
Oh... Rosalinda!! is een Britse muziekfilm uit 1955 onder regie van Michael Powell en Emeric Pressburger. Het scenario is deels gebaseerd op de operette Die Fledermaus (1874) van de Oostenrijkse componist Johann Strauss jr.

## Verhaal
Tijdens de geallieerde bezetting van Oostenrijk is dr. Falke een handelaar op de Weense zwarte markt. Hij beweegt zich vrij tussen de Franse, de Britse, de Amerikaanse en de Russische bezettingszone. De Franse kolonel Eisenstein haalt een grap uit met de dronken Falke. Wanneer hij zijn roes uitslaapt, verkleedt hij hem als een vleermuis en deponeert hem in de schoot van een Russisch standbeeld. De volgende dag wordt hij gevonden door woedende Russische militairen.

## Rolverdeling
| Acteur                 | Personage                 |
| ---------------------- | ------------------------- |
| Anthony Quayle         | Generaal Orlovsky         |
| Anton Walbrook         | Dr. Falke                 |
| Dennis Price           | Majoor Frank              |
| Ludmilla Tchérina      | Rosalinda                 |
| Michael Redgrave       | Kolonel Eisenstein        |
| Mel Ferrer             | Kapitein Alfred Westerman |
| Anneliese Rothenberger | Adele                     |
| Oskar Sima             | Frosch                    |
| Richard Marner         | Kolonel Lebotov           |
| Nicholas Bruce         | Hotelreceptionist         |
| Arthur Mullard         | Russische bewaker         |
| Roy Kinnear            |                           |
| Barbara Archer         | Dame                      |
| Hildy Christian        | Dame                      |
| Caryln Gunn            | Dame                      |